# Aeropos II.
Aeropos II. (altgriechisch Ἀέροπος Aéropos; † 393 v. Chr.) war der Sohn des Arribaios, eines Anführers der makedonischen Lynkestis.
Er war der Wächter des Orestes, des Königs von Makedonien, und führte für den noch jungen Monarchen die Regierungsgeschäfte. Diodor berichtet, dass Aeropos nach vier Jahren der gemeinsamen Regierung Orestes ermordete. Danach regierte er unter seinem neuen Namen Archelaos II. (Ἀρχέλαος Archélaos) das Land weitere vier oder sechs Jahre. Nach seinem Tod wurde sein Sohn Pausanias König von Makedonien.